# Cafelândia
Cafelândia este un oraș în São Paulo, Brazilia.